# Agnès de Lestrade
Œuvres principales
- La Grande Fabrique de mots (2009)
- Il faisait chaud cet été-là (2013) Pardon Simon 2013

Agnès de Lestrade, née le 27 septembre 1964, est une écrivaine française, autrice d'ouvrages pour la jeunesse et de livres-jeux.

## Biographie
Agnès de Lestrade habite en Gironde et est mère de deux enfants.
Son premier ouvrage,  La petite fille qui ne voulait plus cracher, illustré par Magali Bonniol, paraît en 2003. Elle écrit des romans jeunesse et adolescence, ainsi que des textes pour des albums jeunesse, illustrés par de nombreux illustrateurs : Claire Degans, Gaëtan Dorémus, Charlotte des Ligneris ou Vincent Mathy. Pour la quasi-totalité des albums qu'elle écrit, ce sont ses divers éditeurs (Nathan, Milan Jeunesse, Sarbacane, Alice Jeunesse, L'Atelier du poisson soluble, etc.) qui les choisissent.
En 2007, elle rencontre Martine Perrin, qui lui demande un texte à illustrer ; Agnès de Lestrade lui propose d'illustrer pour la première fois un texte narratif, Le parapluie de Madame Hô publié en 2007.
Elle écrit essentiellement dans son lit, ou dans les trains. Pour son inspiration, elle précise que ses histoires « commencent par un titre et je construis toute l’histoire en tirant le fil. » Un de ses ouvrages qui lui tient particulièrement à cœur est Le Rêve de Léon, illustré par Kumiko Yamamoto, et paru aux éditions Tourbillon en 2005. Elle déclare : « Il a une place à part... Parce qu’il suscite beaucoup de discussion dans les classes (souvent les adultes le détestent et les enfants rient beaucoup. [...]) Parce qu’il parle de la gravité de la vie, mais qu’il en rit aussi. Il est sur le fil du rasoir. Il a peu de mots. [...] Ce petit garçon continue à me toucher et à m’accompagner. »
Elle s'inspire d'animaux pour ses personnages, et de la nature.
Elle a publié plusieurs dizaines d'ouvrages, et de nombreux textes publiés dans des revues jeunesse (J'aime lire, Dlire, ou Je bouquine), textes illustrés eux aussi. Trois de ses publications ont reçu le Prix des Incorruptibles. Ses ouvrages sont traduits dans plusieurs langues.
Ses principaux succès sont l'album jeunesse La Grande Fabrique de mots, illustré par Valeria Docampo, paru en 2009, et le roman ado Il faisait chaud cet été-là, publié en 2013.

## Ouvrages
Liste non exhaustive

### Années 2000
- La petite fille qui ne voulait plus cracher, ill. de Magali Bonniol, L’école des loisirs, 2003
- Le livre qui rend chèvre, ill. de Aliocha Blau, Nathan, 2004
- La plage du prince Blanc, ill. Isabelle Petit-Jean, Nathan, 2004[4]
- Attention ! Dauphins en danger, Nathan, 2005[5]
- L'arbre à pluie, illustrations de Claire Degans, Milan jeunesse, 2005
- Lili Calisson et l'horrible monstre vert, ill. Xavier Deneux, Milan jeunesse, 2005
- Le plus gentil loup du monde, ill. Constanza Bravo, la Joie de lire, 2005
- Le rêve de Léon, ill. Kumiko Yamamoto, Tourbillon, 2005
- Petit ogre veut un chien, ill. de Gaëtan Dorémus, Nathan, 2005
- Le Phare de la peur, Nathan, 2006[6]
- Un amour de loup, illustrations de Christian Guibbaud, Éd. Milan, 2006
- C'est peut-être ça être amoureux, ill. Laurent Audouin, Milan, 2006  Prix des Incorruptibles 2008 Catégorie Maternelle.
- L'enfant qui mangeait les nuages, ill. Aurélia Fronty, Éd. du Rouergue, 2006
- Et moi, maman, tu m'aimes ? , illustré par Laetitia Le Saux, Hatier, 2006
- Le jour où j'ai perdu mon temps, illustrations Julie Ricossé, l'Atelier du poisson soluble, 2006
- Ma dent ! Elle bouge ! , ill. Ronan Badel, Éd. Lito, 2006
- La marchande de vent, ill. Joanna Boillat, Motus, 2006
- La mine d'or , illustrations de Claude Cachin, Milan jeunesse, 2006
- Poulette, ma poulette, ill. Quentin Gréban, Éd. Lito, 2006
- Qui me dérange dans mon terrier ? , ill. Magali Le Huche, Éd. Lito, 2006 ; et rééd.
- Qui vient nous garder ce soir ? , ill. Clarisse Galan-Galléa, Éd. Lito, 2006
- Le sac à sorcière, illustrations de Robin, Nathan, 2006
- Vache academy, illustrations d'Éric Gasté, Milan poche, 2006
- Menace sur Madagascar, Nathan, 2007[7]
- Le parapluie de madame Hô, illustrations Martine Perrin, Milan jeunesse, 2007
- La ceinture de feu, ill. Delphine Jacquot, Gautier-Languereau, 2007  Coup de cœur 2008 du Centre national de la littérature pour la jeunesse[8]
- L’Abécédaire à croquer : Manuel à l’usage des petits loups, ill. Dankerleroux, Milan Jeunesse, 2008 Prix des incorruptibles 2008, Catégorie CM2.
- Les Espoirs de Bouba, ill. Tom Schamp, Sarbacane, 2008
- L'Abécédaire des super-héros, ill. Cristian Turdera, Milan Jeunesse, 2009
- La Grande Fabrique de mots, ill. Valeria Docampo, Alice jeunesse, 2009
- L'envol du hérisson, illustrations Charlotte des Ligneris, Éd. du Rouergue, 2009
- Jour papillon ou jour hérisson ?, ill. Vincent Mathy, A. Michel jeunesse, 2009

### Années 2010
- Un Indien dans mon jardin, Rouergue, 2010 Prix Tatou 2012.
- L’abécédaire de la famille, ill. Valeria Petrone, Milan Jeunesse, 2010
- Mon cœur n’oublie jamais, ill. Violaine Marlange, Rouergue, 2010
- Mes bêtises préférées, ill. Joao Vaz de Carvalho, L'Atelier du poisson soluble, 2010
- Les étoiles dans le cœur, ill. Laurent Richard, Milan Jeunesse, 2010 Prix des incorruptibles 2010, Catégorie CE1.
- Les trois petits cochons, ill. Sylvie Bessard, Milan Jeunesse, 2010
- La vie sans moi, ill. Sylvie Serprix, MicMac, 2010
- Pirates en péril !, Nathan, 2011[9]
- Le Grand Distributeur de temps, ill. Amélie Thiébaud, Mic Mac, 2011
- Le jour où j’ai abandonné mes parents, Rouergue, 2011  Coup de cœur 2011 du Centre national de la littérature pour la jeunesse (BnF)[10]
- Les Baisers de Cornélius, ill. Charlotte Cottereau, Sarbacane, 2011
- Pinpon les poussins !, ill. Eric Gasté, coll. Milan poche Benjamin, Milan Jeunesse 2011
- Tout le monde veut voir la mer, ill. Nathalie Choux, Rouergue, 2011
- Le Chapeau de Philibert, ill. David Merveille, Rouergue, 2011
- Les mots qui tuent, Sarbacane, 2011
- Amélie grain de folie, ill. Judith Gueyfier, Sarbacane, 2011
- Tu es trop grand Georges, ill. Sylvie Bessard, Nathan, 2011
- C’est l’histoire d’un éléphant, ill. Guillaume Plantevin, Sarbacane, 2012
- Celui qui manque, Alice Jeunesse, 2012
- Les cocottes à histoires, ill. Christine Roussey, Milan Jeunesse, 2012
- Le problème avec Noël, ill. Clémence Pollet, Rouergue, 2012
- La sélection du prince charmant, Sarbacane, 2012
- L’invention des parents, ill. Lucie Albon, Rouergue, 2012
- Fais comme chez toi Aminata, Oskar Editeur, 2012
- J’ai trop mangé !, ill. Sylvie Bessard, coll. premières lectures, Nathan 2012
- Le monstre de Milos, ill. Eric Gasté, Milan Jeunesse, 2012
- La petite terre de papier, ill. Charlotte Cottereau, Alice jeunesse, 2012
- Mon père est une saucisse, Rouergue, 2013
- Il faisait chaud cet été-là, Rouergue, 2013
- Le voyage de Mamily, ill. Charlotte Cottereau, Balivernes Edition, 2013
- Tu as toujours aimé Bob Marley, Sarbacane, 2013
- Le roi des bêtises, ill. Eric Gasté, Milan Jeunesse, 2013
- Le quatrième petit cochon, ill. Laure Du Faÿ, Milan Jeunesse, 2013
- Mon cher petit cœur, illustrations de Peggy Nille, Bulles de savon, 2013
- Où sont les trois petits cochons ?, ill. Prisca La Tandé, coll. premières lectures, Nathan, 2013
- La Grande Aventure du Petit Tout, Sarbacane, novembre 2014
- Petit ogre veut un chien, ill. de Fabienne Cinquin, la Poule qui pond édition, 2014
- Mon amoureux de la lune, ill. Amandine Laprun, Oskar éditeur, 2015
- Le Petit Théâtre de La Fontaine : 8 fables à jouer masqués, illustré par Gloria Pizzili, Seuil, 2015 Coup de cœur 2016 du Centre national de la littérature pour la jeunesse (BnF)[11]
- Mais qui est derrière moi ?, ill Cécile Gambini, la Poule qui pond édition, 2016
- Le chien-chien à sa mémère, avec Clothilde Delacroix, Sarbacane, 2016
- Sans papier, Bulles de savon, 2017
- Mon père n'est pas un escargot, ill. Amandine Laprun, Oskar éditeur, 2017
- La première fois, éditions Talents hauts, 2018
- L'enfant qui vivait dans un mur, avec Sébastien Chebret, les 400 coups, 2018
- Comment élever un Raymond, avec Marie Dorléans, Sarbacane, 2018
- Tu es trop rikiki, Zélie ! , illustré par Sylvie Bessard, Nathan, 2019
- Monsieur Boudin, avec Juliette Lagrange, Sarbacane, 2019
- L'arbre qui avalait les enfants, avec Alex Mouron, la Poule qui pond, 2019

## Prix et distinctions
Liste non exhaustive
- Coup de cœur 2008 du Centre national de la littérature pour la jeunesse (BnF) pour La Ceinture de feu, illustré par Delphine Jacquot[8]
- Prix des Incorruptibles 2008 Catégorie Maternelle, pour C'est peut-être ça être amoureux, ill. Laurent Audouin
- Prix des Incorruptibles 2010 Catégorie CM2, pour L’abécédaire à croquer : manuel à l’usage des petits loups, ill. Dankerleroux
- Prix des Incorruptibles 2010 Catégorie CE1, pour Les étoiles dans le cœur, ill. Laurent Richard
- Coup de cœur 2011 du Centre national de la littérature pour la jeunesse (BnF) pour Le Jour où j'ai abandonné mes parents[10]
- Prix Tatou 2012 pour Un indien dans mon jardin
- Prix Coup de Pouce des Premières Lectures (PCPPL) 2012, pour Tu es trop grand Georges !, ill. Sylvie Bessard, éd. Nathan
- Coup de cœur 2016 du Centre national de la littérature pour la jeunesse (BnF) pour Le Petit Théâtre de La Fontaine : 8 fables à jouer masqués, illustré par Gloria Pizzili[11]